# Frøysjøen
Frøysjøen er en fjord i Bremanger og Flora kommuner i Vestland fylke i Norge. Den er 35 kilometer lang, og ligger syd for Bremangerlandet og øen Frøya, som den er opkaldt efter.
Fjorden har indløb fra Norskehavet mellem Frøyskjera i nord og øen Hovden i syd og går hovedsageligt i en nordøst-sydvestlig retning mellem fastlandet (mod øst) og øerne Bremangerlandet og Frøya (mod vest).
Indenfor Frøyskjera ligger Frøya og landsbyen Kalvåg på sydsiden. Herfra går fylkesvej 616 over til Smørhamnsøy og Smørhamn, hvor der var færgeforbindelse over fjorden til Kjelkenes i Midtgulen. Færgen er nu erstattet med en tunnel under Skatestraumen til Rugsundøy. Frøysjøen fortsætter mod nordøst på sydsiden af Bremangerlandet. Fra sydbredden går fjorden Gulen mod sydøst, med de tre fjordarme Nordgulen, Midtgulen og Sørgulen.
Sidefjorden Berlepollen går nordover på Bremangerlandet, og lidt længere inde i fjorden på sydsiden ligger Hennøya og bygden med samme navn på fastlandet lige ved. Lidt længere inde, stadig på sydsiden af fjorden, går Vingepollen mod øst ind til Vingen. Frøysjøen drejer her mod nord på østsiden af Bremangerlandet, og munder ud i Skatestraumen ved det 860 meter høje fjeld Hornelen, som falder brat ned i fjorden. Fra bygden Lofnes på østsiden går fjordarmen Bortnepollen ind til bygden Bortnen.